# Dirk Dettmar
Dirk Dettmar (* 1957 in Hannover) ist ein deutscher Schwerkrimineller, der wegen Mordes und anderer Gewaltverbrechen verurteilt wurde.

## Erste Verbrechen
Dirk Dettmar wuchs in Niedersachsen auf und absolvierte eine Ausbildung zum Werbetechniker. 1981 wurde er wegen eines Raubüberfalls auf eine Discothek in Hameln mit 50.000 Mark Beute und wegen eines versuchten Banküberfalls in Bad Eilsen zum ersten Mal verhaftet und zu sieben Jahren Haft in der JVA Hildesheim verurteilt.
Im Gefängnis lernte er den wegen Raubüberfalls verurteilten Wolfgang Sieloff kennen, mit dem er 1983 einen Fluchtversuch unternahm, der jedoch nach kurzer Zeit scheiterte. Ein Jahr später kehrte Dettmar von einem Hafturlaub nicht mehr in die JVA zurück. In den folgenden Jahren verübte er zusammen mit dem ebenfalls während eines Hafturlaubes geflohenen Wolfgang Sieloff und dem vorbestraften Klaus Bergener mehrere Raubüberfälle.

## Polizistenmorde

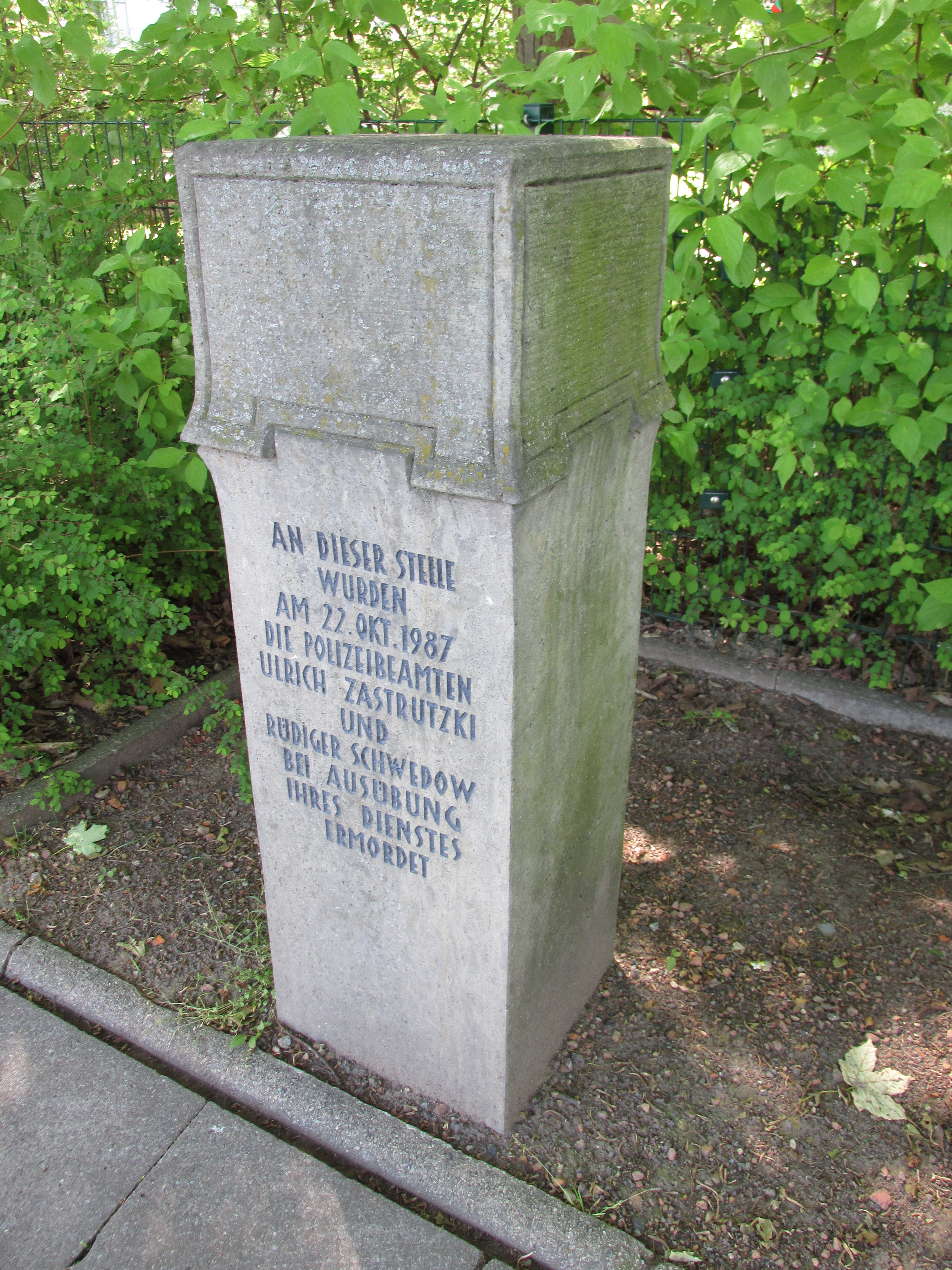
Gedenkstein für Ulrich Zastrutzki und Rüdiger Schwedow in Hannover

Am 22. Oktober 1987 gegen 18:45 Uhr erschoss Dettmar die beiden Polizisten Rüdiger Schwedow und Ulrich Zastrutzki. Die beiden Beamten waren einem anonymen Anruf nachgegangen, wonach in einer Werkstatt in Hannover nach Dienstschluss verdächtige Arbeiten durchgeführt wurden. Als die Polizisten, die nicht wussten, dass sie es mit den entflohenen Straftätern zu tun hatten, Dettmar, Sieloff und Bergener befragen wollten, tötete Dettmar die beiden Polizeihauptmeister mit mehreren Schüssen. Bergener tötete sich am nächsten Tag in der Roten Reihe nahe der Innenstadt auf offener Straße selbst durch einen Kopfschuss, kurz danach wurden Dettmar und Sieloff vor ihrer Wohnung im Vorort Limmer von Spezialkräften überwältigt und festgenommen.
In der Werkstatt fand die Polizei einen umgebauten Audi quattro, der mit Stahlplatten als Kugelschutz versehen und mit Rauchgranaten, einem zur Bombe umfunktionierten Feuerlöscher und einem Sturmgewehr ausgerüstet war. In den Schlupfwinkeln der Verbrecher, die sie über ganz Niedersachsen verteilt hatten, fand die Polizei Schusswaffen, Sprengstoff und eine selbstgebastelte Bombe. Das Trio hatte geplant, den hannoverschen „Automatenkönig“ Horst-Adolf Freise zu entführen und Lösegeld zu erpressen. Der gelernte Koch und langjährige Amateurboxer hatte sich in den 1980er Jahren in kurzer Zeit ein Spielhallenimperium aufgebaut und Millionen verdient. Am 27. Oktober 1988 wurde Dettmar vom Landgericht Hannover zu einer lebenslangen Freiheitsstrafe mit anschließender Sicherungsverwahrung verurteilt und in den Hochsicherheitstrakt der JVA Celle überstellt.
Im Gedenken an den tödlichen Einsatz und ihre ermordeten Kollegen versammeln sich die Beamten des damaligen Spezialeinsatzkommandos alljährlich am 22. Oktober an einem auf private Initiative gesetzten Gedenkstein in der Brabeckstraße (Nr. 84) in Hannover-Bemerode; im Jahr 2012 waren neben Polizeipräsident Axel Brockmann mehr als 80 Personen zu dem Gedenken anwesend, zum 30. Gedenktag im Jahr 2017 kamen neben Polizeipräsident Volker Kluwe 70 Teilnehmer. Auch der Bezirksrat und Parteien halten Gedenkveranstaltungen ab.

## Flucht aus der JVA Celle
Am 21. Oktober 1991 gegen 7:00 Uhr überwältigten Dettmar und drei Mithäftlinge mit Hilfe selbstgebastelter Waffen drei JVA-Beamte und legten ihnen mit Metallsplittern aus Coladosen gefüllte Halskrausen um, die zudem mit einer Totmannschaltung versehen waren. Der Ausbruch war unter den vier Männern schon lange Zeit geplant und abgesprochen worden. Dettmar verwendete dabei ein aus einem Stuhlbein und Eisenteilen selbst hergestelltes Gewehr, das mit Schrauben und Bleikügelchen als Munition geladen war. Als Treibladung wurde der Abrieb von Streichholzköpfen benutzt. Bei der späteren Feststellung der Gefährlichkeit der Waffe wurden im Keller des LKA Niedersachsen Beschusstests durchgeführt, wobei die Schraubengeschosse einen fünf Zentimeter dicken Schweinebauch durchschlugen und noch weitere zweieinhalb Zentimeter in einen dahinterstehenden Paraffinblock eindrangen. Auch Rasiermesser kamen als Waffen zum Einsatz, zu denen einer der Geiselnehmer als Gefängnisfriseur Zugang hatte.
Die Geiselnehmer forderten einen Fluchtwagen, freien Abzug und zwei Millionen Mark Lösegeld, aufgeteilt in holländische Gulden, britische Pfund, US-Dollar sowie französische und Schweizer Franken in gebrauchten Scheinen. Den von der Polizei bereitgestellten Renault Espace lehnten sie nach einer Probefahrt ab und forderten stattdessen einen Volvo, den die Polizei jedoch nicht besorgte. Auf dem Gefängnishof entdeckten sie dann einen VW Passat der Gefängnisverwaltung, mit dem die vier Täter mit zwei der Geiseln am späten Abend die Flucht antraten. Die dritte Geisel ließen sie im Gefängnis zurück. In Großburgwedel wechselten sie am nächsten Morgen den Fluchtwagen (ein Opel Ascona B) und ließen eine weitere Geisel frei. Am 22. Oktober gab die Polizei die Identität der Flüchtenden bekannt: es handelte sich neben Dettmar um den Chef der „GTI-Bande“ Bruno Reckert, dem 1990 schon einmal die Flucht aus dem Gefängnis gelungen war, den wegen Mordes verurteilten und von Abschiebung bedrohten Libanesen Samir El-Atrache und den wegen schweren Raubes und räuberischer Erpressung verurteilten Ex-Jugoslawen Ivan Jelinic.
Um eine falsche Fährte zu legen, fuhren die Geiselnehmer mit der letzten Geisel zunächst Richtung Ostdeutschland und besorgten sich in Leipzig Schreckschusswaffen. In der Nacht vom 22. auf den 23. Oktober banden sie ihre letzte Geisel an einen Baum in einem Waldstück bei Annaberg-Buchholz. Ohne Geisel setzten die Verbrecher ihre Flucht fort, wobei ihr eigentliches Ziel Frankreich war. Am späten Vormittag des 23. Oktober fuhren sie nach Karlsruhe, um dort Einkäufe zu erledigen. Sie stellten ihr Fluchtauto in einem Parkhaus unweit des Bundesgerichtshofs ab, wo sie unbemerkt von einem Passanten erkannt wurden, der die Polizei alarmierte. Reckert und El-Atrache warteten am Auto, während Dettmar und Jelinic sich zu Fuß in die Innenstadt begaben. Kriminalbeamte und Zivilfahnder entdeckten Reckert und El-Atrache schließlich auf dem zweiten Deck des Parkhauses und versuchten, die beiden Täter zu fassen. Beide waren vom Zugriff überrascht und ließen sich widerstandslos festnehmen. Jelinic und Dettmar gelang schwerbewaffnet die Flucht.
Aus einem türkischen Lebensmittelgeschäft entführten sie den Inhaber und fuhren mit einem auf der Straße geraubten VW Golf in ein Parkhaus eines Kaufhauses, wo sie mit vorgehaltenen Waffen einen BMW M5 raubten und mit ihrer leichtverletzten Geisel Richtung Ettlingen weiterfuhren. 20 Minuten später stoppten sie einen Mercedes und zwangen den Fahrer, sich in den Kofferraum zu legen. Mit dem Mercedes und den zwei Geiseln setzten sie ihre Flucht fort, wurden jedoch inzwischen unbemerkt von der Polizei, darunter ein Mobiles Einsatzkommando, verfolgt. Als die Täter an einer Tankstelle in Ettlingen das Fahrzeug auftanken wollten, eröffnete die Polizei das Feuer. Beim anschließenden Schusswechsel erlitt Jelinic einen Schulterdurchschuss, Dettmar wurde mehrfach in die Brust getroffen und lebensgefährlich verletzt. Die Geiselnehmer wurden in einem Krankenhaus in Karlsruhe operiert und nach einer weiteren Verurteilung in Hochsicherheitsgefängnisse überstellt. Bruno Reckert starb ein Jahr später an einem Herzinfarkt. Samir El-Atrache und Ivan Jelinic wurden nach Verbüßung ihrer Haftstrafen in ihre Heimatländer abgeschoben.

## Einzelhaft und künstlerische Betätigung
Seitdem hat Dirk Dettmar nach eigener Darstellung der Gewalt abgeschworen. Durch mehrere Gerichtsinstanzen erstritt er sich das Recht auf künstlerische Betätigung. Für die Kapellen zweier Justizvollzugsanstalten fertigte er im Auftrag von Kirche und Seelsorge keramische Wandbilder, einen mehrteiligen Kreuzweg und Hinterglasbilder an. Während dieser Phase erhielt er auch den Ingeborg-Drewitz-Literaturpreis für Gefangene.
1998 heiratete er seine langjährige Betreuerin im Gefängnis. Er stellte sich freiwillig mehreren psychiatrischen Begutachtungen und absolvierte eine Verhaltenstherapie. 2005 wurde er in die Justizvollzugsanstalt Sehnde verlegt. Seine dort mit Ölpastellkreiden gemalten Bilder werden über eine Internetplattform zum Verkauf angeboten, ein Teil des Erlöses geht als Spende an die Niedersächsische Polizeistiftung.
Mit Beschluss vom 16. April 2013 verkündete die Strafvollstreckungskammer des Landgerichts Hildesheim, dass Dettmar „aufgrund der besonderen Schwere der Schuld“ mindestens 24 Jahre seiner lebenslangen Freiheitsstrafe verbüßen muss. Im Oktober 2021 wurde er aus dem Gefängnis entlassen.